# Platylimnobia barnardi
Platylimnobia barnardi is een tweevleugelige uit de familie steltmuggen (Limoniidae). De soort komt voor in het Afrotropisch gebied.